# Weston (Virginia Occidentale)
Weston è un comune degli Stati Uniti d'America, nella contea di Lewis nello Stato della Virginia Occidentale.